# 龍安鄉 (鄰水縣)
龍安鄉（龍安公社、四新公社），是中華人民共和國四川省鄰水縣下轄的一個鄉鎮級行政單位，存在於清代至1993年。

## 沿革[1]
- 1949年12月，柑子區人民政府即建立了龍安鄉公所。1953年4月24日，龍安鄉公所改稱龍安鄉人民政府。1956年1月16日，龍安鄉人民政府改稱龍安鄉人民委員會。1958年9月22日，龍安鄉人委改稱龍安人民公社。1966年5月「文革」開始後，龍安人民公社工作受到干擾。1967年1月破「四舊」時，龍安人民公社改稱四新人民公社。3月，由公社武裝幹部和群眾代表主持成立了四新人民公社生產辦公室，負責公社的日常工作。1969年3月5日．經縣人武部黨委批准．四新人民公社革命委員會成立。1973年5月12日．經地革委批准．四新人民公社恢復龍安人民公社。1976年10月粉碎「四人幫」後，龍安人民公社的行政組織機構仍然是革命委員會。1981年3月，縣委決定撤銷龍安人民公社革委會，建立龍安人民公社管理委員會。管委會設主任、副主任。1984年1月，根據中共中央體制改革要求，縣委又決定撤銷龍安公社管理委員會，建立龍安鄉人民政府。1993年改置龍安鎮。